# Torre de Jericó
La Torre de Jericó (برج أريحا) es una estructura de piedra, de 8,5 metros de altura construida en el Neolítico precerámico A, un período alrededor de 8.000 años antes de Cristo. Forma parte de Tell es-Sultan, Patrimonio de la Humanidad por la UNESCO en el Estado de Palestina, en la ciudad de Jericó, y consta de los restos de la ciudad fortificada más antigua del mundo. La Torre de Jericó ha sido descrita como una de las torres más antiguas del mundo, uno de los edificios de piedra más antiguos del mundo y una de las obras de arquitectura monumental más antiguas.
El muro de Jericó fue descubierto por John Garstang durante las excavaciones de 1930 a 1936, quien sugirió que posiblemente fuera el descrito en el libro de Josué en la Biblia, y lo fechó hacia el 1400 antes de Cristo. Kathleen Kenyon descubrió la torre construida contra el muro dentro de la ciudad durante las excavaciones entre 1952 y 1958, en la zanja I.  Kenyon presentó pruebas de que ambas construcciones databan de mucho antes, probablemente del Neolítico, la era más reciente de la Edad de Piedra, y que eran parte de una protociudad temprana. La torre destaca la importancia de Jericó para la comprensión de los patrones de asentamiento en el período Neolítico en el Levante meridional.

## Estructura
La torre fue construida usando piedra desnuda, con una escalera interna de 22 escalones. De forma cónica, la torre tiene casi 9 metros de diámetro en la base, decreciendo a 7 metros en la cima, con muros de aproximadamente 1,5 metros de ancho. La construcción de la torre se estima que llevó 11.000 días de trabajo.

## Propósito
La torre ha sido interpretada como una fortificación, un sistema antiinundaciones, un centro ritual y un símbolo político del poder de la comunidad y reclamación del territorio.
Recientes estudios de Ran Barkai y Roy Liran de la Universidad de Tel Aviv han sugerido propósitos astronómicos y sociales en la construcción de la torre. Mostrando un temprano ejemplo de arquitectura astronómica, utilizaron un modelo por ordenador para determinar que la sombra de las montañas cercanas primero golpeaba la torre en el atardecer del solsticio de verano y entonces se esparcía por el resto de la ciudad. Puesto que no se habían conocido invasiones en el área en el momento de la construcción, los propósitos defensivos de la torre, el muro y el foso de Jericó han sido puestos en cuestión. No se han encontrado enterramientos, por lo que las sugerencias de un posible uso como tumba han sido desestimadas.
Barkai argumentó que la estructura fue utilizada para crear terror e inspiración a fin de convencer a la gente de una forma más dura de vida con el desarrollo de la agricultura y las jerarquías sociales. Concluyó: "Creemos que esta torre fue uno de los mecanismos para motivar a la gente a tomar parte en un estilo de vida en comunidad".